# Discografia de Passion Pit

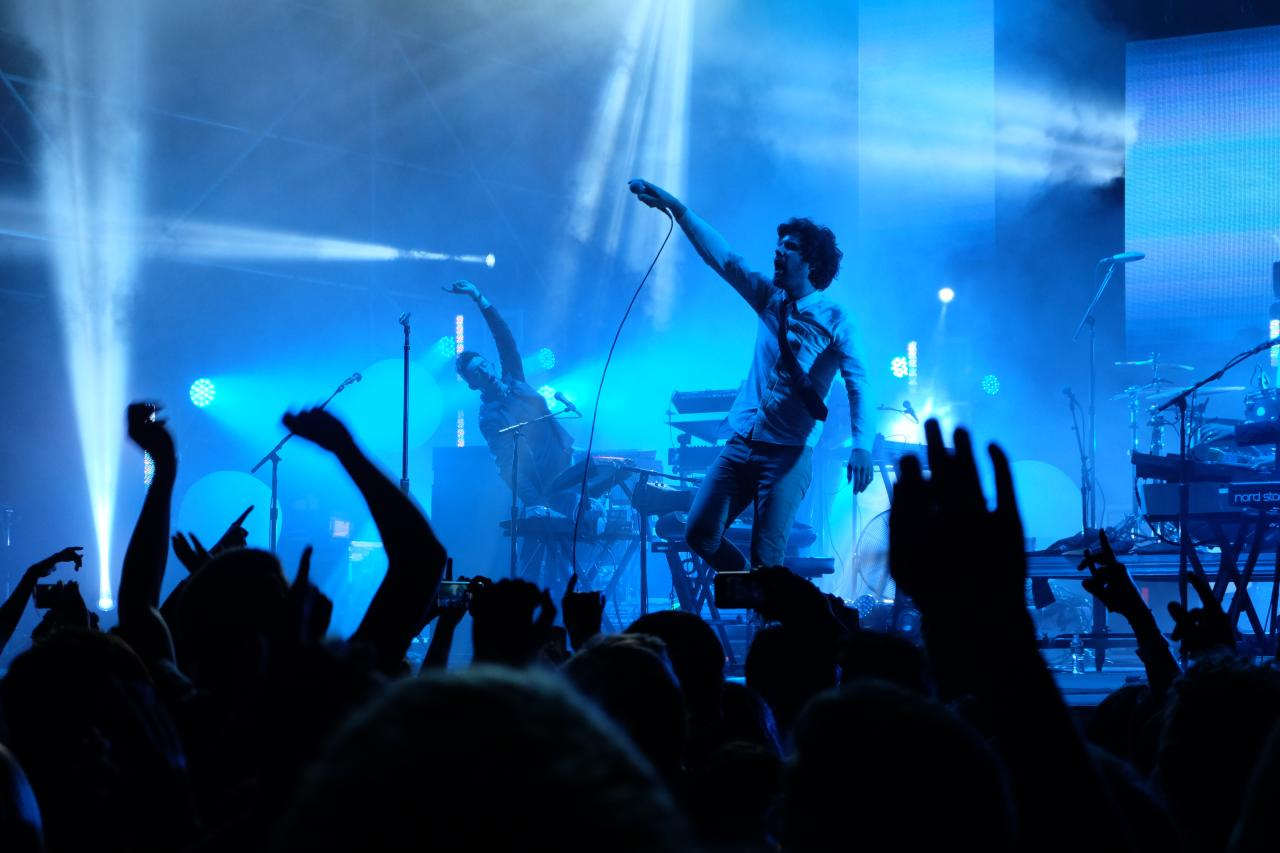
Passion Pit em 2013

A discografia da banda de indietronica Passion Pit é composta por três álbuns de estúdio, dois EP's (extended plays) e doze vídeos musicais.

## Álbuns

### Álbuns de estúdio
| Manners                                                                                     | - Lançamento: 19 de maio de 2009 - Gravadora: Frenchkiss, Columbia - Formatos: CD, LP, download digital  | 51 | — | — | 19 | —   | 98 | —  | 123 | 87 | —  | 55 |
| Gossamer                                                                                    | - Lançamento: 20 de julho de 2012 - Gravadora: Frenchkiss, Columbia - Formatos: CD, LP, download digital | 4  | 2 | 2 | 12 | 149 | —  | 17 | —   | —  | 31 | 56 |
| Kindred                                                                                     | - Lançamento: 21 de abril de 2015 - Gravadora: Columbia - Formatos: CD, LP, download digital             | 23 | 2 | 3 | 30 | —   | —  | —  | —   | —  | —  | 81 |
| "—" denota itens que não entraram nas tabelas musicais ou não foram lançados no território. | |    |   |   |    |     |    |    |     |    |    |    |

### Extended plays
| Título                                                                                      | Detalhes do álbum                                                                                   | Melhores posições | Melhores posições |
| Título                                                                                      | Detalhes do álbum                                                                                   | US Heat.          | FRA               |
| ------------------------------------------------------------------------------------------- | --------------------------------------------------------------------------------------------------- | ----------------- | ----------------- |
| Chunk of Change                                                                             | - Lançamento: 16 de setembro de 2008 - Gravadora: Frenchkiss, Columbia - Formatos: CD, LP           | 35                | 58                |
| Constant Conversations EP                                                                   | - Lançamento: 24 de setembro de 2014 - Gravadora: Frenchkiss, Columbia - Formatos: Download digital | —                 | —                 |
| "—" denota itens que não entraram nas tabelas musicais ou não foram lançados no território. | |                   |                   |

## Singles
| "Sleepyhead"[A]                                                                             | 2008 | 104 | —  | —  | —  | —  | —  | —   | 71 | —  | —  | Manners  |
| "The Reeling"                                                                               | 2009 | —   | —  | —  | 34 | —  | —  | —   | —  | 19 | 99 | Manners  |
| "To Kingdom Come"                                                                           | 2009 | —   | —  | —  | —  | —  | —  | —   | —  | —  | —  | Manners  |
| "Little Secrets"                                                                            | 2009 | —   | —  | —  | 39 | —  | 48 | —   | —  | —  | —  | Manners  |
| "Take a Walk"                                                                               | 2012 | 84  | 25 | 24 | 5  | 9  | —  | 77  | 97 | 36 | —  | Gossamer |
| "I'll Be Alright"                                                                           | 2012 | —   | —  | —  | —  | —  | —  | —   | —  | —  | —  | Gossamer |
| "Constant Conversations"                                                                    | 2012 | —   | —  | —  | —  | —  | —  | 138 | —  | —  | —  | Gossamer |
| "Carried Away"                                                                              | 2013 | —   | —  | 36 | 19 | 24 | —  | —   | —  | —  | —  | Gossamer |
| "Cry Like a Ghost"                                                                          | 2013 | —   | —  | —  | —  | —  | —  | —   | —  | —  | —  | Gossamer |
| "Lifted Up (1985)"                                                                          | 2015 | —   | —  | —  | 26 | 31 | —  | —   | —  | 77 | —  | Kindred  |
| "Where the Sky Hangs"                                                                       | 2015 | —   | —  | —  | —  | —  | —  | —   | —  | —  | —  | Kindred  |
| "Until We Can't (Let's Go)"                                                                 | 2015 | —   | —  | —  | —  | —  | —  | —   | —  | —  | —  | Kindred  |
| "—" denota itens que não entraram nas tabelas musicais ou não foram lançados no território. |      |     |    |    |    |    |    |     |    |    |    |          |

## Remixes
| Ano  | Canção                         | Artista original                          |
| ---- | ------------------------------ | ----------------------------------------- |
| 2009 | "Learnalilgivinanlovin"        | Gotye                                     |
| 2009 | "I Am Not a Robot"             | Marina and the Diamonds                   |
| 2009 | "1901"                         | Phoenix                                   |
| 2009 | "Love Like a Sunset"           | Phoenix                                   |
| 2009 | "Heads Will Roll"              | Yeah Yeah Yeahs                           |
| 2010 | "Heat & Hot Water"             | ARMS                                      |
| 2010 | "Symphonies"                   | Dan Black                                 |
| 2010 | "Bruises"                      | Chairlift                                 |
| 2010 | "Telephone"                    | Lady Gaga com participação de Beyoncé     |
| 2010 | "This Too Shall Pass"          | OK Go                                     |
| 2010 | "Tiger Teeth"                  | Paper Route                               |
| 2010 | "California Gurls"             | Katy Perry com participação de Snoop Dogg |
| 2010 | "Ghost Under Rocks"            | Ra Ra Riot                                |
| 2010 | "Fall Hard"                    | Shout Out Louds                           |
| 2010 | "Alligator"                    | Tegan and Sara                            |
| 2010 | "Hands"                        | The Ting Tings                            |
| 2010 | "Wait Up (Boots of Danger)"    | Tokyo Police Club                         |
| 2010 | "Which Song"                   | Max Tundra                                |
| 2010 | "Undercover Martyn"            | Two Door Cinema Club                      |
| 2010 | "Tonight, Tonight"             | The Smashing Pumpkins                     |
| 2011 | "Make Some Noise"              | Beastie Boys                              |
| 2011 | "Grenade"                      | Bruno Mars                                |
| 2011 | "Mine Is Yours"                | Cold War Kids                             |
| 2012 | "It's Time"                    | Imagine Dragons                           |
| 2012 | "At Home"                      | Crystal Fighters                          |
| 2013 | "Purple, Yellow, Red and Blue" | Portugal. The Man                         |
| 2013 | "Elevate"                      | St. Lucia                                 |

## Aparições
| Ano  | Canção              | Álbum                                     |
| ---- | ------------------- | ----------------------------------------- |
| 2012 | "Where I Come From" | The Twilight Saga: Breaking Dawn – Part 2 |
| 2013 | "Almost There"      | Frankenweenie Unleashed!                  |
| 2015 | "Pay No Mind"       | Adventure                                 |